# Devin Lloyd
Devin Eric Lloyd (* 30. September 1998 in Kansas City, Missouri) ist ein US-amerikanischer American-Football-Spieler auf der Position des Linebackers. Er spielte College Football für die Utah Utes der University of Utah und wurde im NFL Draft 2022 in der ersten Runde von den Jacksonville Jaguars ausgewählt.

## Frühe Jahre
Lloyd wurde in Kansas City, Missouri geboren, wuchs allerdings in Chula Vista in Kalifornien auf. Dort besuchte er die Otay Ranch High School und war in der Football- und in der Basketballmannschaft aktiv. Lloyd ist bekennender Christ. Anfangs fokussierte sich Lloyd verstärkt auf das Basketballspielen. In der Highschool war er jedoch auch in der Footballmannschaft als Wide Receiver, Safety und Punter aktiv. Dort konnte er in seinem letzten Jahr als Receiver den Ball in seinem letzten Jahr für 493 Yards und 6 Touchdowns fangen und in der Defense 52 Tackles, 8 Interceptions sowie drei weitere Touchdowns erzielen. Dazu konnte er den Ball 43-Mal für 1596 Yards punten, mit einem Rekord-Punt von 60 Yards. Außerdem wurde er zum Kapitän seiner Mannschaft ernannt. Nach dem Ende der Saison wurde er ins Second-Team All-CIF San Diego Team gewählt. Bei seiner Rekrutierung galt er als Drei-Sterne-Talent.
Nach seinem Highschoolabschluss erhielt Lloyd ein Stipendium der University of Utah aus Salt Lake City, Utah, um dort in der Footballmannschaft zu spielen. In seiner ersten Saison wurde er allerdings geredshirted und kam nicht zum Einsatz. In seinem zweiten Jahr kam er dann in den Special Teams zum Einsatz. Daneben wurde er von Safety zum Linebacker umgeschult. Auf dieser Position wurde er in seinem dritten Jahr dann schließlich Stammspieler. Insgesamt kam er für seine Mannschaft in 36 Spielen zum Einsatz, bei denen er 256 Tackles, 15,5 Sacks sowie fünf Interceptions, aus denen er drei Touchdowns erzielen konnte, verzeichnen konnte. Besonders in seinem letzten Jahr konnte er mit 111 Tackles, sieben Sacks und vier Interceptions sehr gute Leistungen zeigen. In diesem Jahr wurde er auch zum Pat Tillman Defensive Player of the Year sowie ins All-American Team und, genau so wie bereits im Vorjahr, ins First-Team All-Pac-12 gewählt. Im selben Jahr gewann er mit seiner Mannschaft auch die Pac-12-Meisterschaft. Nach der Saison 2021 entschied er sich, am NFL-Draft 2022 teilzunehmen.

## NFL
Beim NFL-Draft 2022 wurde Lloyd in der 1. Runde an 27. Stelle von den Jacksonville Jaguars ausgewählt. Dort gab er direkt am 1. Spieltag der Saison 2022 bei einer 22:28-Niederlage gegen die Washington Commanders sein Debüt, bei dem er in der Startformation stand und sogleich 11 Tackles verzeichnen konnte. Am 2. Spieltag konnte er beim 24:0-Sieg gegen die Indianapolis Colts seine erste Interception in der NFL von Quarterback Matt Ryan fangen. Direkt am folgenden Spieltag gelang ihm beim 38:10-Sieg gegen die Los Angeles Chargers seine zweite Interception. Daraufhin wurde er im September zum Defensive Rookie of the Month ernannt. Am 4. Spieltag konnte Lloyd bei der 21:29-Niederlage gegen die Philadelphia Eagles insgesamt 14 Tackles verzeichnen, bis dato sein Karrierebestwert an Tackles in einem Spiel. Beim 19:3-Sieg gegen die New York Jets am 16. Spieltag konnte Lloyd seine insgesamt dritte Interception von Zach Wilson fangen. Er beendete seine Rookie-Saison mit insgesamt 115 Tackles und drei Interceptions. In seinem Team verzeichnete er die drittmeisten Tackles hinter Foye Oluokun und Rayshawn Jenkins sowie die meisten Interceptions gemeinsam mit Jenkins, Andre Cisco und Tyson Campbell. Für seine guten Leistungen wurde er ins PFWA All-Rookie-Team gewählt. Außerdem konnte er mit den Jaguars 9 Spiele gewinnen und sich somit als Sieger der AFC South für die Playoffs qualifizieren. Dort trafen sie in der ersten Runde auf die Los Angeles Chargers. Lloyd konnte in seinem Postseason-Debüt insgesamt fünf Tackles verzeichnen und verhalf somit seinem Team zum 31:30-Sieg. Im folgenden Spiel der Divisional-Runde gegen die Kansas City Chiefs kam er erneut zum Einsatz und erreichte acht Tackles, konnte die 20:27-Niederlage und das damit verbundene Ausscheiden jedoch nicht verhindern.
Auch in der folgenden Saison 2023 blieb Lloyd Stammspieler in der Defense seiner Mannschaft. Am 3. Spieltag zog er sich bei der 17:37-Niederlage gegen die Houston Texans jedoch eine Daumenverletzung zu, wegen der er einige Wochen verletzungsbedingt verpasste. Danach kam er jedoch wieder als Stammspieler auf der Position des Linebackers zum Einsatz. Er beendete die Saison mit insgesamt 127 Tackles, die zweitmeisten in seinem Team hinter Oluokun.

## Karrierestatistiken

### Regular Season
| Saison                             | Team             | Spiele | Spiele  | Tackles | Tackles | Tackles | Tackles | Tackles | Interceptions | Interceptions | Interceptions | Interceptions | Interceptions | Interceptions | Fumbles | Fumbles | Fumbles |
| Saison                             | Team             | Gesamt | Starter | Gesamt  | Solo    | Assist  | Sack    | Safety  | PD            | Int           | Yards         | Avg           | Lang          | TD            | FF      | FR      | TD      |
| ---------------------------------- | ---------------- | ------ | ------- | ------- | ------- | ------- | ------- | ------- | ------------- | ------------- | ------------- | ------------- | ------------- | ------------- | ------- | ------- | ------- |
| 2022                               | Jaguars          | 17     | 15      | 115     | 59      | 56      | 0,0     | 0       | 8             | 3             | 42            | 14,0          | 19            | 0             | 0       | 2       | 0       |
| 2023                               | Jaguars          | 15     | 15      | 127     | 75      | 52      | 0,0     | 0       | 7             | 0             | 0             | 0,0           | 0             | 0             | 0       | 2       | 0       |
| 2024                               | Jaguars          | 16     | 16      | 113     | 61      | 52      | 2,0     | 0       | 4             | 1             | 3             | 3,0           | 3             | 0             | 1       | 0       | 0       |
| Gesamte Karriere                   | Gesamte Karriere | 48     | 46      | 355     | 195     | 160     | 2,0     | 0       | 19            | 4             | 45            | 11,3          | 19            | 0             | 1       | 4       | 0       |
| Quelle: pro-football-reference.com |                  |        |         |         |         |         |         |         |               |               |               |               |               |               |         |         |         |

### Postseason
| Saison                             | Team             | Spiele | Spiele  | Tackles | Tackles | Tackles | Tackles | Tackles | Interceptions | Interceptions | Interceptions | Interceptions | Interceptions | Interceptions | Fumbles | Fumbles | Fumbles |
| Saison                             | Team             | Gesamt | Starter | Gesamt  | Solo    | Assist  | Sack    | Safety  | PD            | Int           | Yards         | Avg           | Lang          | TD            | FF      | FR      | TD      |
| ---------------------------------- | ---------------- | ------ | ------- | ------- | ------- | ------- | ------- | ------- | ------------- | ------------- | ------------- | ------------- | ------------- | ------------- | ------- | ------- | ------- |
| 2022                               | Jaguars          | 2      | 2       | 13      | 7       | 6       | 0,0     | 0       | 1             | 0             | 0             | 0,0           | 0             | 0             | 0       | 0       | 0       |
| Gesamte Karriere                   | Gesamte Karriere | 2      | 2       | 13      | 7       | 6       | 0,0     | 0       | 1             | 0             | 0             | 0,0           | 0             | 0             | 0       | 0       | 0       |
| Quelle: pro-football-reference.com |                  |        |         |         |         |         |         |         |               |               |               |               |               |               |         |         |         |